# Une longue nuit
Une longue nuit (persan : در امتداد شب) est un film iranien réalisé par Parviz Sayyad, sorti en 1978.
Le rôle principal est tenu par la chanteuse et actrice iranienne, Gougoush. 
C'est le dernier film tourné en Iran auquel elle participa, car la révolution islamique allait éclater quelques mois plus tard. Les ayatollahs lui interdirent de tourner. Elle se trouva de facto assignée à résidence. Ce film connut une grande popularité en Asie centrale, en Turquie et en URSS.

## Synopsis
Une chanteuse célèbre de variété iranienne, Parvaneh, entame une histoire d'amour avec un simple jeune homme, Baabak ; mais elle ignore que le jeune homme est atteint d'une maladie que l'on pense incurable. Lorsqu'elle découvre la vérité, elle interrompt sa carrière et décide de le faire soigner à Paris. Mais il est trop tard : dans l'avion qui les emmène en France, Baabak meurt dans ses bras.

## Distribution
- Gougoush : Parvaneh
- Saeed Kangarani : Baabak
- Mahbubeh Bayat : Margriet
- Jahangir Forouhar : Nezam
- Naser Mamdouh : Kaveh
- Malihe Nazari : la mère de Babak

## Extraits du film
- Мusique du film
- Extraits du film
- Extraits du film